# Zsigmond Móricz

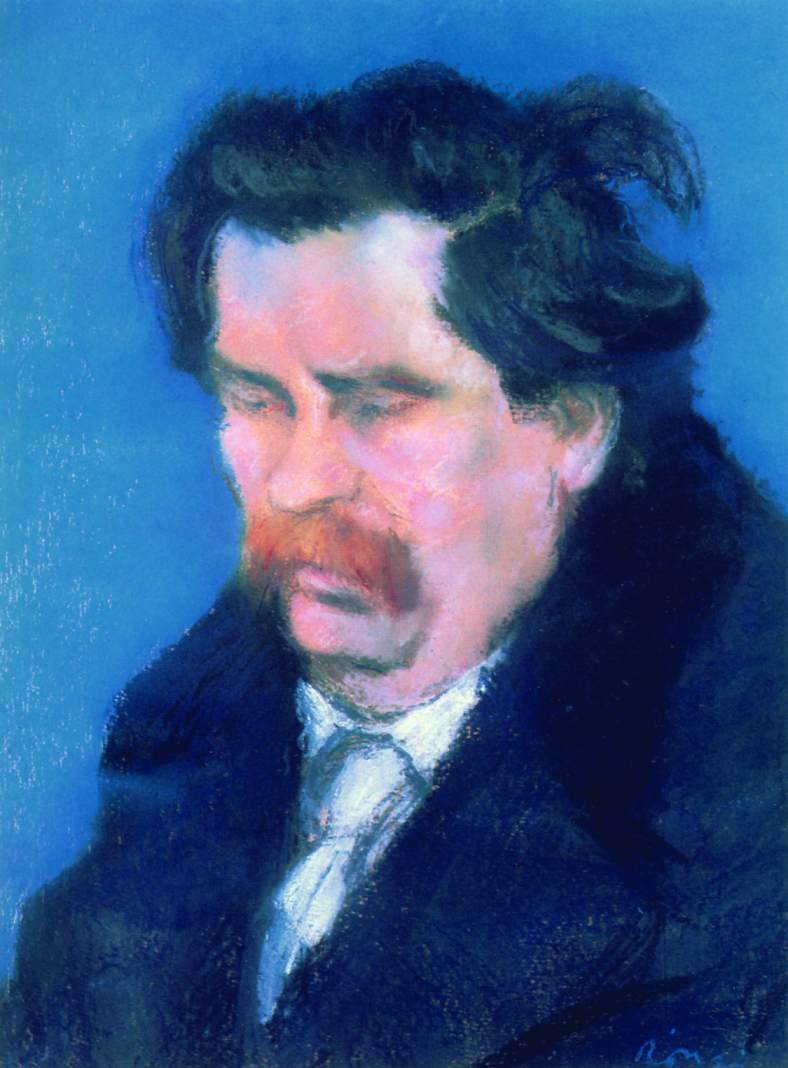
Zsigmond Móricz, portret geschilderd door József Rippl-Rónai (1923)

 Zsigmond Móricz (Tiszacsécse, 29 juni of 2 juli 1879 – Boedapest, 4 september 1942) was een Hongaarse schrijver van romans, korte verhalen, toneelstukken en kinderboeken. Hij is de belangrijkste vertegenwoordiger van het naturalisme in de Hongaarse letterkunde. 

## Leven en werk
Móricz stamde uit een milieu van calvinistische boeren en kleinadel in het noordoosten van het huidige Hongarije. Zijn vader was naast boer ook ondernemer, zijn moeder de dochter van een dominee. Door zakelijke tegenslagen raakte het gezin in de schulden en moest vader Móricz als dagloner de kost verdienen. Ondanks de armoede slaagden de ouders er wel in om hun acht kinderen, van wie Zsigmond de oudste was, een goede opleiding te laten volgen. 
Zsigmond voltooide in 1899 het gymnasium en studeerde vervolgens een jaar theologie en rechten in Debrecen. In 1900 vertrok hij naar Boedapest waar hij rechten en filosofie studeerde, hij zou zijn studie echter niet afmaken. Van 1903 tot 1909 werkte hij als journalist. Zijn carrière leek niet veelbelovend, maar hij leerde wel het literaire leven in de hoofdstad kennen. In deze periode ondernam hij ook verschillende tochten door het comitaat Szatmár om Hongaarse liedjes en volksverhalen te verzamelen. 
In het tijdschrift Nyugat publiceerde Móricz in 1908 het korte verhaal Hét krajcár (Zeven cent), waarmee hij op slag bekend werd. Een jaar later volgde onder dezelfde titel zijn eerste verhalenbundel. Móricz kon zich nu geheel aan de literatuur wijden. In 1910 werd in het Nationaal Theater zijn eerste toneelstuk Sári bíró (Rechter Saartje) gebracht en in 1911 volgde zijn eerste roman Sárarany (Moddergoud), een realistische weergave van het boerenleven. De titel verwijst naar de talenten van de boerenstand die door armoede en gebrek aan ontwikkeling onbenut bleven.
In 1911 volgde Az Isten háta mögött (Achter Gods rug), een Hongaarse Madame Bovary, waarin Móricz een beeld gaf van het leven in de provinciestad. Plannen om in de traditie van het 19e-eeuwse realisme de hele Hongaarse samenleving in romanvorm weer te geven werden echter doorkruist door het uitbreken van de Eerste Wereldoorlog. Móricz werkte als oorlogscorrespondent en publiceerde verhalen over het leven van de frontsoldaten. In 1916 verscheen de novelle Szegény emberek (Arme mensen), waarin een naar het dorp teruggekeerde soldaat op de uitzichtloze armoede reageert met het geweld dat hij in de oorlog had leren kennen. 
In 1918 sloot Móricz zich aan bij de democratische revolutie en later bij de radenrepubliek, hopend op een landhervorming. Tijdens de repressie die begin jaren ’20 volgde, kreeg hij publicatiebeperkingen opgelegd, maar verder werd hij niet persoonlijk aangepakt. Door het falen van de revolutie raakte Móricz politiek gedesillusioneerd. Kenmerkend voor zijn houding is zijn in 1920 verschenen, en meest bekende, kinderboek Légy jó mindhalálig (Wees goed totterdood) waarin hij de ontgoocheling beschrijft van een jongetje dat de oneerlijkheid van de volwassenen ontdekt.
Móricz onderzoekt de Hongaarse geschiedenis in een trilogie over het historische Transsylvanië, waarvan het eerste deel, Tündérkert (Wondertuin), in 1922 verschijnt (de vervolgdelen in 1927 resp. 1935). In de jaren 20 en 30 schreef hij ook enkele bijna satirische romans over het leven van de kleine adel. De bekendste daarvan zijn Kivilágos-kivirradatig (Tot aan het ochtendgloren), Úri muri (Herenfeest) en Rokonok (Verwanten). Bekende titels uit de jaren 30 zijn voorts de novellen Barbárok (Barbaren) over het leven van de herders op de Hongaarse laagvlakte en A boldog ember (De gelukkige mens) over het marginale bestaan van de keuterboeren.
Tussen 1929 en 1933 gaf Móricz samen met Mihály Babits leiding aan het befaamde literaire tijdschrift Nyugat (Het westen), maar na meningsverschillen met Babits trok hij zich terug. Vanaf 1933 was hij voorzitter van de schrijversbond IGE. In deze jaren werd hij door de schrijvers van de zogenaamde Népi mozgalom (Volksbeweging), vertegenwoordigers van een agrarisch populisme, gezien als inspirator. Vanaf 1939 gaf Móricz zijn eigen blad uit, Kelet Népe (Volk van het oosten). 
Móricz’ eerste echtgenote, Eugéniá Holics (Janka), met wie hij in 1905 getrouwd was en met  wie hij drie dochters had, pleegde in 1925 zelfmoord. Zijn tweede huwelijk, met de actrice Mária Simonyi, werd in 1937 ontbonden. Kort daarvoor had hij de twintigjarige wees Erzsébet Littkey (Csibe) ontmoet die hij officieel als dochter aannam. Zij inspireerde zijn in 1941 gepubliceerde roman Árvácska (Het weeskind). Uit het dagboek van de schrijver bleek later dat er een liefdesrelatie bestond. Móricz publiceerde in 1939 een autobiografie, Életem regénye (De roman van mijn leven). Hij overleed in 1942 aan een hersenbloeding.

## Publicaties
In Nederlandse vertaling verschenen:
- Geketende leeuw (1937, vertaling door E.Vahl-De Roos van Rab oroszlán, 1936)
- Heerenboeren vermaken zich (1939, vertaling door Eva Ubbens van Úri muri, 1928)
- De gelukkige mens (1982, vertaling door I. Daan van A boldog ember, 1932)

- Bibsys: 90123167
- Biblioteca Nacional de España: XX1040731
- Bibliothèque nationale de France: cb121553282 (data)
- Catàleg d'autoritats de noms i títols de Catalunya: 981058598175406706
- CiNii: DA07928122
- Gemeinsame Normdatei: 119285703
- International Standard Name Identifier: 0000 0001 2099 8099
- Library of Congress Control Number: n50006286
- Nationale Bibliotheek van Letland: 000116875
- Nationale Bibliotheek van Tsjechië: jn19990005868
- Nationale bibliotheek van Australië: 35807499
- Nationale Bibliotheek van Israël: 987007265670405171
- Nationale Bibliotheek van Polen: a0000001100882
- Nationale en Universitaire bibliotheek Zagreb: 000060565
- Nederlandse Thesaurus van Auteursnamen: 068936842
- LIBRIS: 240915
- Système universitaire de documentation: 027912329
- Trove: 1096428
- Virtual International Authority File: 22179627
- WorldCat: E39PBJjt76Wk3wWGd7KpQGXrv3